# Rourea prancei
Rourea prancei là một loài thực vật có hoa trong họ Connaraceae. Loài này được Forero miêu tả khoa học đầu tiên năm 1976.